# Minot Air Force Base
| En B-52H Stratofortress uppställd på Minot Air Force Base 2015 med sin vapenlast. Kontrollrummet till en robotsilo på Minot Air Force Base med besättning ständigt redo att avfyra sina LGM-30 Minuteman ifall USA:s president befaller så. |  | En B-52H Stratofortress uppställd på Minot Air Force Base 2015 med sin vapenlast. Kontrollrummet till en robotsilo på Minot Air Force Base med besättning ständigt redo att avfyra sina LGM-30 Minuteman ifall USA:s president befaller så. |
| En B-52H Stratofortress uppställd på Minot Air Force Base 2015 med sin vapenlast. Kontrollrummet till en robotsilo på Minot Air Force Base med besättning ständigt redo att avfyra sina LGM-30 Minuteman ifall USA:s president befaller så. |  | |

Minot Air Force Base är en militär anläggning och flygbas (IATA: MIB, ICAO: KMIB, FAA LID: MIB) tillhörande USA:s flygvapen i delstaten North Dakota som är belägen norr om staden Minot i Ward County. I 2010 års census var basen räknad som en census-designated place med en sammanlagd befolkning på 5 521 personer, en nedgång från 2000 års census då antalet var 7 599 personer.
Minot är baseringsort för två stycken wings: 5th Bomb Wing (5 BW) och 91st Missile Wing (91 MW) och är den enda anläggningen i USA:s väpnade styrkor som på samma anläggning huserar operativa förband av två olika delkomponenter i USA:s kärnvapentriad: strategiskt bombflyg samt interkontinentala ballistiska robotar (ICBM).

## Bakgrund
Basen togs i drift 1957, ursprungligen avsedd för luftförsvaret, men kom snart därefter att huvudsakligen användas av Strategic Air Command (SAC) fram till det kalla krigets slut och SAC:s deaktivering under sommaren 1992. United States Strategic Command övertog därefter SAC:s övergripande ledningsroll samt även för flottans robotubåtar. Strategiska bombflyget och de interkontinentala ballistiska robotarna var separerade mellan Air Combat Command (ACC) och Air Force Space Command (AFSPC) innan de åter sammanfördes 2009 genom Air Force Global Strike Command (AFGSC).